# Nombre de Shannon
Le nombre de Shannon, soit 10120, est une estimation de la complexité du jeu d'échecs, c'est-à-dire du nombre de parties différentes, ayant un sens échiquéen, possibles. Ce nombre est à distinguer du nombre, beaucoup plus élevé, de parties légales qu'autorisent les règles du jeu.

## Historique et estimations
Il a été initialement calculé par le mathématicien américain Claude Shannon (1916-2001), le père de la théorie de l'information, dans l'article de  1950 intitulé Programming a Computer for Playing Chess. D'après lui, 40 coups sont joués en moyenne dans une partie, et, à chaque demi-coup, un joueur a le choix entre, toujours en moyenne, 30 mouvements possibles (ce nombre se situant en fait entre 1, pour les coups forcés, et 218, dans la position qui laisse le plus de liberté de mouvement). Il y aurait donc (30×30)40 soit environ 10120 (un 1 suivi de 120 zéros) parties d'échecs possibles.
Les estimations récentes donnent 10123 parties possibles, sachant que le nombre de positions légales possibles est estimé à environ 4,8×1044 . Il convient enfin de préciser que ces nombres correspondent à des parties « raisonnables » : il est possible en fait, compte tenu de la règle des cinquante coups, de jouer des parties légales (mais complètement absurdes) de près de 6000 coups, cela implique un nombre de parties bien supérieur à 106000.

## Nombre de parties plausibles
En comparaison du nombre de Shannon, si l'on analyse uniquement le nombre de parties "plausibles" (excluant les coups absurdes), alors le résultat se retrouve aux alentours de 1040 parties.
Ceci est basé sur une estimation d'un choix de 3 coups "plausibles" et sensés à chaque demi-coup, toujours pour une partie moyenne de 40 coups (ou 80 demi-coups).
En effet, {\displaystyle 3^{80}\approx 10^{40}}.

## Comparaison
À titre de comparaison, la physique actuelle donne une estimation du nombre d'atomes dans l'univers observable compris entre 4×1078 et 6×1079.
L'ordre de grandeur du nombre de Shannon correspond à la capacité mémoire de l'univers calculée par Seth Lloyd.
Ce nombre est encore très inférieur aux possibilités du jeu de go, qui malgré des règles plus simples, offre des possibilités de l'ordre (très approximatif) de 10600. Ceci est principalement dû au fait que le plateau de go est bien plus étendu, que la plupart des coups sont légaux et souvent plausibles, et également au fait que la capture des pions rend possible de rejouer dans les espaces ainsi libérés ; cette dernière possibilité permet d'ailleurs de construire des parties légales (mais tout aussi absurdes que celles mentionnées pour les échecs) inimaginablement plus longues (il n'est pas difficile de construire des parties de plus de 10100 coups)[réf. souhaitée].